# 성상철
성상철은 신현확의 사위이자 대한민국의 의사, 제7대 국민건강보험공단 이사장이다.

## 가족
- 아버지: 성수현(거창 구 자생의원 설립자)[1]
- 장인: 신현확
- 부인: 신미애[2]
- 아들: 성용원 (보라매병원 교수)[3]
- 딸: 성주연[4]